# Pontigny
Pontigny és un municipi francès, situat al departament del Yonne i a la regió de Borgonya - Franc Comtat. L'any 2007 tenia 746 habitants.

## Demografia

### Població
El 2007 la població de fet de Pontigny era de 746 persones. Hi havia 321 famílies, de les quals 99 eren unipersonals (37 homes vivint sols i 62 dones vivint soles), 103 parelles sense fills, 86 parelles amb fills i 33 famílies monoparentals amb fills.
La població ha evolucionat segons el següent gràfic:
Habitants censats

### Habitatges
El 2007 hi havia 380 habitatges, 325 eren l'habitatge principal de la família, 23 eren segones residències i 32 estaven desocupats. 354 eren cases i 20 eren apartaments. Dels 325 habitatges principals, 256 estaven ocupats pels seus propietaris, 60 estaven llogats i ocupats pels llogaters i 9 estaven cedits a títol gratuït; 4 tenien una cambra, 21 en tenien dues, 64 en tenien tres, 107 en tenien quatre i 130 en tenien cinc o més. 233 habitatges disposaven pel capbaix d'una plaça de pàrquing. A 151 habitatges hi havia un automòbil i a 139 n'hi havia dos o més.

## Economia
El 2007 la població en edat de treballar era de 488 persones, 339 eren actives i 149 eren inactives. De les 339 persones actives 302 estaven ocupades (162 homes i 140 dones) i 38 estaven aturades (19 homes i 19 dones). De les 149 persones inactives 56 estaven jubilades, 36 estaven estudiant i 57 estaven classificades com a «altres inactius».

### Ingressos
El 2009 a Pontigny hi havia 314 unitats fiscals que integraven 723,5 persones, la mediana anual d'ingressos fiscals per persona era de 17.713 €.

### Activitats econòmiques
Dels 29 establiments que hi havia el 2007, 1 era d'una empresa alimentària, 9 d'empreses de construcció, 6 d'empreses de comerç i reparació d'automòbils, 1 d'una empresa de transport, 5 d'empreses d'hostatgeria i restauració, 1 d'una empresa financera, 3 d'empreses de serveis, 2 d'entitats de l'administració pública i 1 d'una empresa classificada com a «altres activitats de serveis».
Dels 12 establiments de servei als particulars que hi havia el 2009, 1 era una oficina de correu, 1 paleta, 4 guixaires pintors, 2 lampisteries, 1 electricista, 1 perruqueria i 2 restaurants.
Dels 3 establiments comercials que hi havia el 2009, 1 era una botiga de més de 120 m², 1 una botiga de menys de 120 m² i 1 un drogueria.
L'any 2000 a Pontigny hi havia tres explotacions agrícoles que ocupaven un total de 702 hectàrees.

## Equipaments sanitaris i escolars
El 2009 hi havia 1 escola maternal integrada dins d'un grup escolar amb les comunes properes formant una escola dispersa i 1 escola elemental integrada dins d'un grup escolar amb les comunes properes formant una escola dispersa.